# Uva (Sri Lanka)
Koordinaten: 6° 59′ N, 81° 4′ O
Uva (singhales. ඌව පළාත) ist die Provinz Sri Lankas mit den zweitwenigsten Einwohnern (1.187.335). Sie wurde 1896 gegründet.
Sie besteht aus den Distrikten Badulla und Moneragala. Die Hauptstadt ist Badulla.
Die Hauptattraktion für Touristen sind die Dunhinda-, Diyaluma- und Rawana-Wasserfälle, der Yala-Nationalpark, der zum Teil auch in der Süd- und Ostprovinz liegt, sowie der Gal-Oya-Nationalpark. Auch letzterer erstreckt sich bis in die Ostprovinz.
Die Gal-Oya-Hügel und die Zentralberge sind die höchsten Erhebungen, die Flüsse Mahaweli (singhalesisch: „groß-sandig“) und Menik Ganga (singhalesisch: „Edelstein“) und die riesigen Stauseen Senanayake Samudraya und Maduru Oya sind die wichtigsten Wasserwege.
Symbolisch für die Provinz ist der Namunukula, der am höchsten aus den Bergen um Badulla herausragt. Von ihm hat man an klaren Tagen einen spektakulären Ausblick auf das Welimada-Becken, den Katharagama und den Hambantota-Strand.
Der Berg Kirigalpottha ist der höchste Berg der Haputale-Bergkette. Von ihm hat man einen guten Ausblick auf die südliche und die Sabaragamuwa-Provinz.

## Geschichte
1818 gab es einen Aufstand gegen die britische Kolonialverwaltung, die das ehemals unabhängige Udarata (singhalesisch: „Hochland“) verwaltete, dessen Provinz Uva war. Der Aufstand wurde von Keppetipola Dissawe angeführt, der von den Singhalesen noch heute verehrt wird.
Er wurde ursprünglich von den Briten entsandt, um den Aufstand zu beenden. Die Rebellen eroberten Matale und Kandy, bis Keppetipola erkrankte und von den Briten gefangen und schließlich geköpft wurde. Da sein Kopf breiter als normal war, wurde er zu Testzwecken nach England geschickt. Nach der Unabhängigkeit wurde er an Sri Lanka zurückgegeben, wo er heute im Museum von Kandy ausgestellt wird.